# Too Good To Go

Too Good To Go Logo

Too Good To Go ist eine Mobile App, die Kunden mit Restaurants und Geschäften verbindet, die unverkaufte, überschüssige Lebensmittel haben und diese zu einem vergünstigten Preis an Selbstabholer verkaufen. So soll in Restaurants, Cafés, Supermärkten und Hotels die Entsorgung noch verzehrbarer Lebensmittel als Food Waste reduziert werden. Die Anwendung deckt große europäische Städte ab und ist mit Stand November 2023 in 17 Staaten (Belgien, Dänemark, Deutschland, Frankreich, Irland, Italien, Kanada, Niederlande, Norwegen, Österreich, Polen, Portugal, Schweden, Schweiz, Spanien, Vereinigtes Königreich und Vereinigte Staaten) verfügbar. Anfang 2020 wurde mehr als eine Mahlzeit pro Sekunde über die App gekauft. Mit Stand 2024 hat die App nach eigenen Angaben etwa eine Million Nutzer.

Bediente Länder von Too Good To Go

## Geschichte
Das gleichnamige Unternehmen wurde 2015 in Dänemark von Brian Christensen, Thomas Bjørn Momsen, Stian Olesen, Klaus Bagge Pedersen und Adam Sigbrand gegründet. 2017 kam Mette Lykke (Mitgründerin von Endomondo) als CEO zum Unternehmen hinzu.
2016 wurde die Applikation in Frankreich von Lucie Basch und im Vereinigten Königreich von Chris Wilson und Jamie Crummie mitgegründet.
2017 war die Too Good To Go GmbH, Berlin, Preisträgerin des Bundespreises Ecodesign.
Im Februar 2019 sammelte das Unternehmen in einer Investitionsrunde 6 Millionen Euro ein. Im August 2019 wurde Too Good To Go in Österreich gestartet. Im September 2019 übernahm Too Good To Go das spanische Startup weSAVEeat und fusionierte es mit der eigenen Marke. Im November 2019 wurde das Angebot von Too Good To Go durch eine Partnerschaft mit dem französischen Einzelhandelsunternehmen Jardiland auf Pflanzen erweitert. Im Dezember 2019 ging Too Good To Go eine Partnerschaft mit dem französischen Lebensmitteleinzelhandel Intermarché ein.
Das Unternehmen hat mit Stand 2019 350 Mitarbeiter in Europa. Nach drei Jahren wurde die App von mehr als 9,5 Millionen Nutzern heruntergeladen, welche von über 17.000 Geschäften Lebensmittel erhalten können.
In Deutschland kooperiert beispielsweise Netto mit Too Good to Go.
Die größten Detailhandelsunternehmen in der Schweiz – Migros, Coop und Manor – sind in der App vertreten.
Im April 2021 gewann das Unternehmen den Focus-Innovationspreis 2020.

## Vision und Vorteile
Die Idee hinter dem Konzept ist in erster Linie die Rettung von Lebensmitteln, die wegen ihres Aussehens oder wegen des Mindesthaltbarkeitsdatums auf dem Müll landen würden, und Restwaren in Cafés, Restaurants und Bäckereien, die am nächsten Tag nicht mehr verkauft werden könnten. Viele dieser Lebensmittel wären jedoch noch genießbar gewesen. Um die klimaschädliche Verschwendung durch überflüssigerweise produzierte Lebensmittel einzudämmen, bietet das Unternehmen eine Plattform für den Verkauf solcher Waren, sowie Tipps der No-Food-Waste-Bewegung.
Wirtschaftliche Vorteile für die Partnerhändler sind dabei Ertragsmanagement und Werbung.

## Funktionsweise

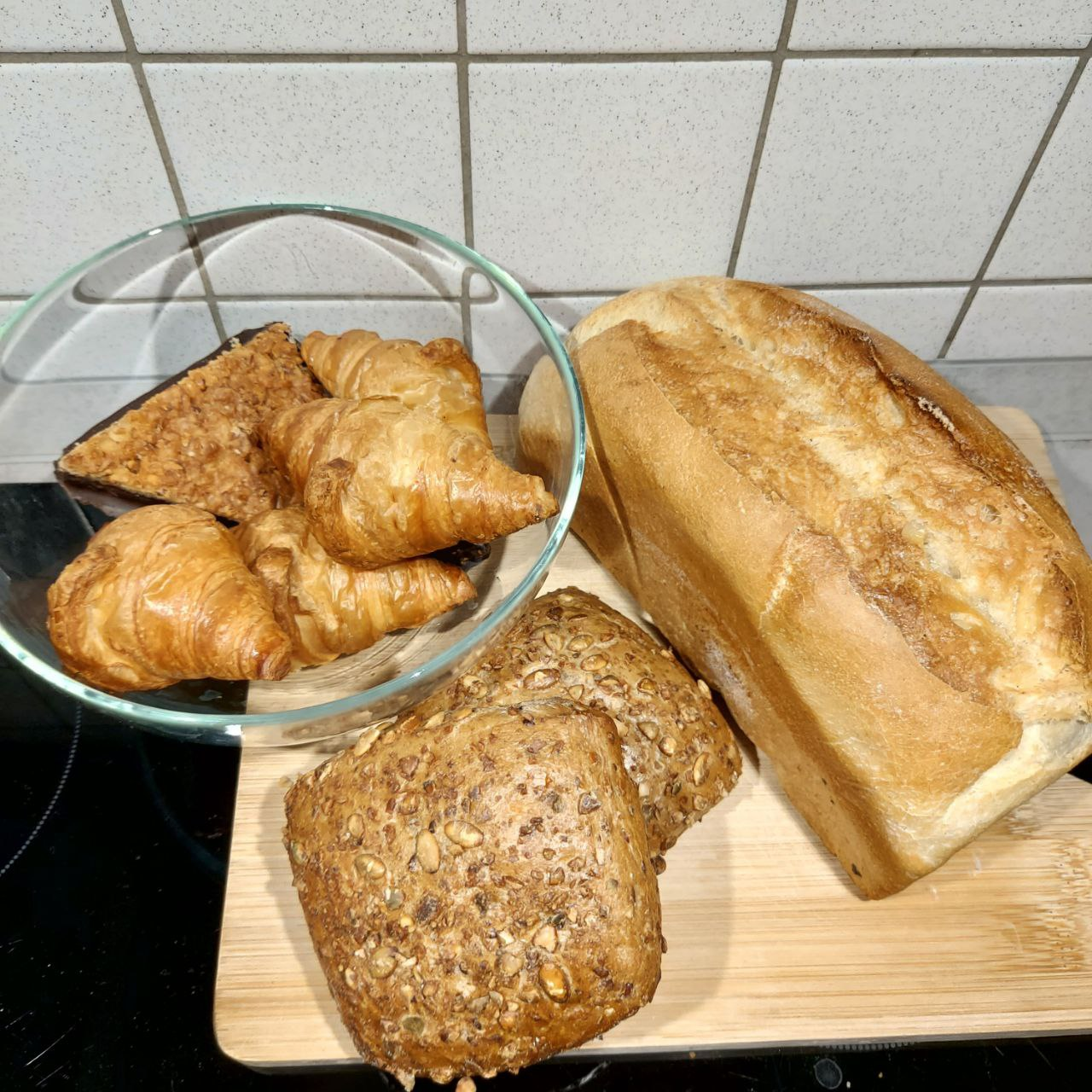
Inhalt einer Überraschungstüte eines regionalen Bäckers

Partnerläden – wie Lebensmittelhändler und Gastronomiebetriebe – können sogenannte Überraschungstüten („Magic Bags“) anbieten. Die Läden stellen dabei Lebensmittel in einer Tüte zu einem vergünstigten Preis zusammen, die wegen des Mindesthaltbarkeitsdatums in Kürze oder bereits seit Kurzem nicht mehr angeboten werden können, oder Restportionen, die beispielsweise vom Frühstücksbuffet übrig geblieben sind. Es ist jedoch davon auszugehen, dass die Lebensmittel zum baldigen Verzehr noch geeignet sind. Manche Händler bieten verschiedene Kategorien an Überraschungstüten an, zum Beispiel eine vegane Überraschungstüte, speziell Backwaren oder Saisonartikel, wie im Lager verbliebenes Weihnachtsgebäck. Andere bieten dem Nutzer die freie Auswahl aus verbliebenen Artikeln des Tages.
Benutzer der App können sehen, welche Betriebe in ihrer Umgebung zur Zeit Überraschungstüten anbieten, ihre Daten eingeben und direkt über die App bezahlen. Während der festgelegten Abholzeit gehen die Nutzer persönlich in den Betrieb, zeigen ihre Reservierung in der App und holen sich die Lebensmittel ab. Die Benutzer wissen zuvor nicht, welche Lebensmittel sie bekommen.
Klassischerweise werden Überraschungstüten zu einem Festpreis angeboten. Im Juni 2024 wurde darüber hinaus ein dynamisches Preissystem eingeführt, sodass nach dem Prinzip von Angebot und Nachfrage der Preis einer Tüte im Laufe eines Tages billiger werden kann. Üblicherweise ist der Ausgangspreis bei einem dynamischen Preis höher als beim ursprünglichen Festpreismodell.
Zusätzlich werden Pakete mit Lebensmitteln, die nah am Mindesthaltbarkeitsdatum sind, zum Onlinekauf mit Versand angeboten.

## Kritik
Soziale Initiativen wie die Tafeln befürchten durch den Verkauf der Restwaren einen Rückgang an Spenden. Außerdem ist unklar, ob der Verkauf von Wundertüten dazu führt, dass Kunden teils zu viel oder unbeliebte Waren bekommen, die dann doch im Haushaltsabfall enden.
Einige Unternehmen missbrauchen das System, um Werbung für sich zu machen, indem sie hauptsächlich Muster und Proben in die Tüten packen. Auch gibt es immer wieder Fälle, in denen nicht mehr genießbare Speisen verkauft werden.